# Sabu Dastagir
Sabu Dastagir, pseud. Sabu (ur. 27 stycznia 1924, zm. 2 grudnia 1963) – aktor urodzony w Indiach Brytyjskich. Posiadał też obywatelstwo amerykańskie. Grywał w filmach brytyjskich i amerykańskich.

## Życiorys
Większość publikacji podaje, że prawdziwe nazwisko Sabu to Sabu Dastagir. Jednak dziennikarz Philip Leibfried sugerował, że było to w rzeczywistości nazwisko jego brata, a Sabu naprawdę nazywał się Selar Shaik Sabu albo Sabu Francis. Według tej tezy brat Sabu od początku kierował jego karierą. Kiedy zginął w napadzie rabunkowym, te dwie osoby omyłkowo połączone zostały przez biografów w jedną.
Urodził się w Karapur, Mysore, ówczesnych Indiach Brytyjskich. Początkowo pracował jako kornak, czyli opiekun słoni. Kiedy miał dwanaście lat przypadkowo spotkał się z reżyserem Robertem J. Flaherty, który poszukiwał właśnie odtwórcy głównej roli w swoim filmie Kala Nag (oryginalny tytuł Elephant Boy). Sabu został zaangażowany do tej roli i tak zaczęła się jego kariera filmowa. Zagrał w wielu filmach i znajdował się na liście najbogatszych ówczesnych gwiazd. Był pierwszym indyjskim aktorem, któremu udało się zrobić wielką karierę w Hollywood, mimo że zwykle był skazany na odgrywanie stereotypowych ról Hindusów. Do najbardziej znanych filmów z jego udziałem należały: Złodziej z Bagdadu (1940) i Księga dżungli (1942).
W czasie drugiej wojny światowej, Sabu wstąpił do armii amerykańskiej i służył w Amerykańskich Siłach Powietrznych. W uznaniu zasług, w 1944 roku, otrzymał obywatelstwo amerykańskie.
Po wojnie wrócił do Hollywood, jednak w tym okresie w Europie i Ameryce mijała moda na egzotykę w filmie. Grywał nadal w coraz słabszych filmach i coraz bardziej stereotypowe role. Wśród jego powojennych filmów wymienić można: Czarny narcyz (1947), Witaj słoniu (1952) oraz Sabu i magiczny pierścień (1957).
Zmarł 2 grudnia 1963 roku na atak serca, w wieku 39 lat. Było to dla wszystkich dużym zaskoczeniem, gdyż wcześniej cieszył się dobrym zdrowiem.
Sabu miał żonę Marilyn Cooper (od 19 października 1948) oraz dwoje dzieci: Paula i Jasmine.